# Kurt Griemsmann
Kurt Griemsmann (1906–1981) war ein deutscher Heimatforscher, Autor sowie Gründer und Leiter der Volkshochschule in Großburgwedel.

## Leben
Kurt Griemsmann begründete im Jahr 1947 die Volkshochschule Burgwedel mit, die er rund zwei Jahrzehnte hindurch bis etwa 1967 leitete. Er stand dadurch mit zahlreichen Lehrern der durch Initiative insbesondere von Auguste Brauns neu gegründeten Oberschule beziehungsweise des späteren Gymnasiums Großburgwedel im Kontakt, die sich als Dozenten für die VHS zur Verfügung stellten.
Kurt Griemsmann verfasste umfangreiche Chroniken wie etwa Isernhagen in der Grafschaft Burgwedel oder eine mit zahlreichen Illustrationen vor allem mit historischem Bildmaterial zu den Orten Großburgwedel, Kleinburgwedel, Thönse, Wettmar, Engensen, Fuhrberg und Oldhorst. Zudem verfasste er Beiträge in der vom Heimatbund Niedersachsen herausgegebenen Periodikums Heimatland. Zeitschrift für Heimatkunde, Naturschutz, Kulturpflege unter Titeln wie Hopfenfahrer – mit Goldkisten nach Jütland.
1974 wurde Kurt Griesmann für seine Leistungen mit dem Niedersächsischen Verdienstorden ausgezeichnet.

## Schriften (Auswahl)
- Isernhagen in der Grafschaft Burgwedel, Nebentitel auch Isernhagen als Waldhufendorf in seiner Landschaft, 278 teils illustrierte Seiten zuzuglich 4 Blatt Nachträge, Isernhagen: Gemeinde Isernhagen, 1973
- Bildchronik Alt-Burgwedel. Grossburgwedel, Kleinburgwedel, Thönse, Wettmar, Engensen, Fuhrberg, Oldhorst in Wort und Bild, 340 Seiten mit zahlreichen Illustrationen, Burgwedel: Gemeinde Burgwedel, [1975]